# Timewind
Timewind – piąty album Klausa Schulzego wydany w 1975 roku nakładem Brain w RFN oraz Virgin Records i Caroline Records poza RFN. Na nim po raz pierwszy Schulze użył sekwencera.

## Lista utworów
Dysk 1
| Nr | Tytuł utworu      | Informacje          | Długość |
| -- | ----------------- | ------------------- | ------- |
| 1. | „Bayreuth Return” | wydanie z 1975 roku | 30:32   |
| 2. | „Wahnfried 1883”  | wydanie z 1975 roku | 28:38   |
|    |                   |                     | 59:10   |

Dysk 2 (zremasterowane wydanie z 2005 roku)
| Nr | Tytuł utworu     | Informacje     | Długość |
| -- | ---------------- | -------------- | ------- |
| 1. | „Echoes of Time” | bonusowy utwór | 27:15   |
| 2. | „Solar Wind”     | bonusowy utwór | 12:35   |
| 3. | „Windy Times”    | bonusowy utwór | 4:57    |
|    |                  |                | 44:47   |